# 責任能力
責任能力（せきにんのうりょく）とは、一般的に自らの行った行為について責任を負うことのできる能力をいう。
刑法においては、事物の是非・善悪を弁別し、かつそれに従って行動する能力をいう。また、民法では、不法行為上の責任を判断しうる能力をいう。

## 歴史
責任能力の認識に関して、日本法制史上の処遇として現在確認できる最古の文献として『養老律令』（718年）が挙げられる。身体や精神の障碍を軽い順から「残疾」「癈疾」「篤疾」の三段階に分け、それぞれの状態に応じて税負担軽減や減刑処置が定められていた。
「獄令 三九 年八十。十歳。及癈疾。懐孕。侏儒之類。雖犯死罪。亦散禁。」（獄令三九　80歳以上、10歳以下、癈疾の者、懐妊中の者、侏儒は死罪に当たる罪を犯しても拘禁されなかった。）
ただ「癲狂」は免責の対象になる一方で職業上の制限もあったことが同律令に記されている。
江戸時代においては『御定書百箇条』78条に「乱心にて人を殺し候うとも、下手人となすべく候 然れども乱心の証拠、慥にこれ有る上、殺され候うものの主人ならびに親類等、下手人御免を願い申すにおいては詮議を遂げ、相伺うべき事 但し、主殺し親殺したりといえども、乱気紛れ無きにおいては死罪」とあり、当時の刑事法制では心神喪失や触法少年に対しては減刑が考慮される可能性のみに留まり、親殺しなどの大罪については一般の犯罪者と同様に直ちに極刑にされた（殺害された被害者が乱心の殺害者より身分が低い場合は被害者の主人と親類など身内が許すと死刑でなく一族により家に閉じ込められる押し込めにされた。また触法少年に対しては死刑を執行せずに15歳まで親戚の監視下に置かれた後に15歳になってから遠島の処分が執行され、入墨以下の刑については年齢を問わずにそのまま執行された）とされる。これは、当時においては今日の刑法学でいうところの客観主義を採用して故意・過失を問わずに行為の存在のみで同一の犯罪が成立したこと、縁座（連座）に代表されるように社会的な見せしめのために犯罪者の血縁者という理由のみで未成年者への刑罰が行われることもあった当時において、行為者の内面や状況を積極的に評価する意識が低かったことによるものである。
明治時代以後に、欧米的な近代法の制定に伴い、刑法・刑事訴訟法等によって「責任能力」という観点が強調されていった。

## 刑法上の責任能力
刑法における責任能力とは、刑法上の責任を負う能力のことであり、事物の是非・善悪を弁別し、かつそれに従って行動する能力のことである。責任能力のない者に対してはその行為を非難することができず（非難することに意味がなく）、刑罰を科す意味に欠けるとされている。

### 責任無能力と限定責任能力
責任能力が存在しない状態を責任無能力（状態）と呼び、責任能力が著しく減退している場合を限定責任能力（状態）と呼ぶ。責任無能力としては心神喪失や14歳未満の者が、限定責任能力としては心神耗弱（こうじゃく）が挙げられる。刑法は39条第1項において心神喪失者の不処罰を、41条において14歳未満の者の不処罰を、39条2項において心神耗弱者の刑の減軽を定めている。

#### 心神喪失と心神耗弱
心神喪失
心神喪失とは、精神の障害等の事由により事の是非善悪を弁識する能力（事理弁識能力）又はそれに従って行動する能力（行動制御能力）が失われた状態をいう。心神喪失状態においては、刑法上その責任を追及することができないために、刑事裁判で心神喪失が認定されると無罪の判決が下ることになる。もっとも、心神喪失と認定されるのは極めて稀であり、裁判で心神喪失とされた者の数は平成16年度（2004年度）以前10年間の平均で2.1名である。同期間における全事件裁判確定人員の平均が99万6456.4人なので、約50万分の1の割合となる（『平成17年版 犯罪白書』第2編/第6章/第6節/1）。
無罪判決が出た場合は、検察官が地方裁判所に審判の申し立てをし、処遇（入院、通院、治療不要）を決める鑑定が行われるとともに、社会復帰調整官による生活環境の調査が行われる（『医療観察制度のしおり』より）。
入院決定の場合は6ヶ月ごとに入院継続確認決定が必要とされ、通院決定、あるいは退院許可決定を受けた場合は原則として3年間、指定通院医療機関による治療を受ける。
心神耗弱
心神耗弱とは、精神の障害等の事由により事の是非善悪を弁識する能力（事理弁識能力）又はそれに従って行動する能力（行動制御能力）が著しく減退している状態をいう。心神耗弱状態においては、刑法上の責任が軽減されるために、刑事裁判で心神耗弱が認定されると刑が減軽されることになる（必要的減軽）。心神耗弱とされるの者の数は心神喪失よりも多く、裁判で心神耗弱とされた者の数は10年間の平均で80.4名である（同上『犯罪白書』）。

##### 心神喪失および心神耗弱の例と問題
心神喪失および心神耗弱の例としては、精神障害や知的障害・発達障害などの病的疾患、麻薬・覚せい剤・シンナーなどの使用によるもの、飲酒による酩酊などが挙げられる。ここにいう心神喪失・心神耗弱は、医学上および心理学上の判断を元に、最終的には「そのものを罰するだけの責任を認め得るか」という裁判官による規範的評価によって判断される。特に覚せい剤の使用に伴う犯罪などに関してはこの点が問題となることが多いが、判例ではアルコールの大量摂取や薬物（麻薬、覚せい剤、シンナーなど）などで故意に心神喪失・心神耗弱に陥った場合、刑法第39条第1項・第2項は適用されない（「原因において自由な行為」論）としている。
また、殺人等の重犯罪を行った者については近年の世論の変化、すなわち厳罰化を強く望む声（特に被害者やその遺族側）がある。心神耗弱として認定されることは少なからずあっても、心神喪失として認定されることは極めて稀である。特に複数の殺人や強盗殺人などの複数の重い罪を犯した者については通常の犯罪者同様に極刑（死刑）もしくは無期懲役が言い渡される判例が多く、被告人の弁護側が心神喪失の認定を求めても、認定者とするか否かの判断を避けたり（精神面や発達面の障害などを十分考慮や重視をせず）責任能力を完全に認めた上で判決を行う傾向にある。また、「受け入れ先がない」「遺族が厳罰を望んでいる」として、姉を殺した発達障害（アスペルガー症候群）の男性に対して、求刑を上回る懲役刑を言い渡した例もある（平野区市営住宅殺人事件）。

心神喪失と認められると、不起訴になるか、起訴されても無罪となる、ということに関しては、社会的に抵抗感を抱く向きもある。2001年6月8日に大阪教育大学教育学部附属池田小学校で起こった児童殺傷（附属池田小事件）の犯人が、過去に別の事件で精神分裂病などの精神疾患を理由として10回以上にわたって不起訴（一部を除く）となった経歴の持ち主であったことも報道された。

##### 心神喪失者等医療観察法の制定
この事件をきっかけに、精神鑑定で心神喪失と認められた者に対する処遇への司法の関与が必要との考え方が注目され、『心神喪失等の状態で重大な他害行為を行った者の医療及び観察等に関する法律』（心神喪失者等医療観察法）が制定され、2005年に施行された。検察官の申し立てを受けて、裁判官と医師（精神保健審判員）による審判が開かれ、国指定医療機関への入院・通院など処遇を決める。保護観察所に配置された社会復帰調整官（精神保健福祉士）を中心に、医療観察を行う枠組みがつくられた。
厚生労働省によると、医療観察法の施行から2019年12月までに5098人が審判を受け、入院は3459人、通院645人、医療を行なわない者が798人だった。
国立病院機構久里浜医療センター（神奈川県横須賀市）には医療観察法病棟が設けられている。

##### 被害者・遺族の苦悩
日本では心神喪失を理由に、年間400人程度の犯罪容疑者が不起訴になっている。だが心神喪失犯罪者の病状や犯行動機、審判後の処遇について、被害者やその遺族が情報開示を求めても、検察や保護観察所はほとんど拒否しており、伝えられるのは氏名と入院しているかどうかなど極めて限定される。刑事裁判への被害者参加制度も心神喪失犯罪者の審判には適用されないため、被害者本人や遺族が意見を述べる機会は与えられない。
このため、心神喪失者に夫を殺された女性が2021年6月に「医療観察法と被害者の会（がじゅもりの会」を発足させ、審判での意見陳述や開示情報の拡充などを同年7月に法務大臣へ要望した。がじゅもりの会は2022年6月15日にシンポジウムを開き、新全国犯罪被害者の会（新あすの会）の関係者らが参加した。シンポジウムで発言した久里浜医療センター司法病棟の部長によると、病状が改善した加害者は被害者に謝りたいと思うが、病院が謝罪を認めるのは家族内の事件だけという。

### 心神喪失や心神耗弱の認定
被告人の精神状態が刑法39条にいう心神喪失又は心神耗弱に該当するかどうかは法律判断であって専ら裁判所に委ねられるべき問題であることはもとより、その前提となる生物学的、心理学的要素についても、上記法律判断との関係で究極的には裁判所の評価に委ねられるべき問題であり、専門家の提出した鑑定書に裁判所は拘束されない（最決昭和58年9月13日）。しかしながら、生物学的要素である精神障害の有無及び程度並びにこれが心理学的要素に与えた影響の有無及び程度については、その診断が臨床精神医学の本分であることにかんがみれば、専門家たる精神科医の意見が鑑定等として証拠となっている場合には、鑑定人の公正さや能力に疑いが生じたり、鑑定の前提条件に問題があったりするなど、これを採用し得ない合理的な事情が認められるのでない限り、その意見を十分に尊重して認定すべきものである（最判平成20年4月25日）。
被告人が犯行当時統合失調症に罹患していたからといって、そのことだけで直ちに被告人が心神喪失の状態にあったとされるものではなく、その責任能力の有無・程度は、被告人の犯行当時の病状、犯行前の生活状態、犯行の動機・態様等を総合して判定すべきである（最決昭和59年7月3日）。

### 14歳に満たない者
刑法第41条は14歳に満たない者の行為の不処罰を定めている。これは14歳未満の者を一律に責任無能力者とすることにより、その処罰を控えるという政策的意味を持つものと解されている。14歳に満たない者で刑罰法令に触れる行為をした者（刑事法学では一般に触法少年と呼ぶ）は、少年法により審判に付され（少年保護手続）、要保護性に応じて保護処分を受けることになる。

## 刑事訴訟法上の心神喪失
刑事訴訟法上も心神喪失概念があり、被告人が心神喪失になった場合は公判が停止される（刑事訴訟法314条本文）。被告人の心神喪失が恒久的なもので回復の見込みがない場合は、公判を打ち切ることもできる（最決平成7年2月28日刑集49巻2号481頁、千種秀夫裁判官補足意見）。一方、判決が無罪、免訴、刑の免除あるいは公訴棄却であることが明らかな場合にはその判決を直ちに下すことが出来る（刑事訴訟法314条但書）。
なお、ここにおける心神喪失は被告人としての重要な利害を弁別し、それに従って相当な防御をすることのできる能力を欠く状態をさすものであり（前記最決平成7年2月28日）、その意味内容は刑法上の心神喪失と必ずしも同一ではない。会話・文字・点字・手話等のコミュニケーション能力を一切もたない者は、刑法上心神喪失となるわけではないが、刑事訴訟法上は心神喪失となることがある。

## 民法上の責任能力
民法における責任能力とは、すなわち不法行為に関する責任を負う能力であり、その行為の責任を弁識するに足るべき知能を備えていることが要求される（民法712条）。責任能力を持たないものに対しては不法行為責任が認められず、損害賠償を請求することができない。
その場合には、これら責任無能力者の監督義務者等が原則として責任を負うことになっている（民法714条1項本文・2項）。
ただし、監督義務者等が監督義務を怠らなかったとき、又はその義務を怠らなくても損害が生ずべきであったときは、責任を負わない（民法714条1項但書・2項）。監督義務の範囲が不明確とされていたが、2015年4月、最高裁判所は危険を予想できたなどの特別な事情がない限りは、監督義務を尽くしていなかったとは言えないと初めて判断した。
なお、18歳未満の不法行為者に責任能力がある場合には、その者に不法行為責任が認められるが、その者が無資力である場合には事実上損害を賠償してもらうことが困難になるという問題を生じる。判例は民法714条の規定は不法行為者に責任能力が認められる場合において監督義務者につき民法709条の一般不法行為が併存的に成立することを妨げる趣旨ではないと解しており、監督義務者の監督義務違反と未成年者など不法行為者の不法行為によって生じた結果との間に相当因果関係が認められる場合には監督義務者は民法709条の一般不法行為責任を負うものとしている（最判昭和49年3月22日民集28巻2号347頁）。

### 18歳未満の責任能力
不法行為における18歳未満の責任能力には、刑事事件における刑法第41条のような画一的基準は存在しない。従って、各事例において行為の種類および当該少年の成育度などを考慮して判断されることになる。11歳以上（小学校5年生）を基準として責任能力が判断されると言われている。

### 心神喪失者の責任能力
民法713条は、精神上の障害によって行為の責任を弁識する能力を欠く状態にある者について、その状態にあるときに行った不法行為の損害賠償責任を負わない旨を定めている。ただし、故意または過失によって一時的に心神喪失状態に陥った者は不法行為責任を免れないとしている。